# Fruška Gora
Fruška Gora (serbisk kyrilliska. Фрушка Гора) eller Serbiens heliga berg är ett berg och nationalpark beläget i regionen Srem i provinsen Vojvodina i Serbien. En liten del av berget ligger även i Kroatien. 
Det ligger flera städer och samhällen runt berget. Exempel är Šid, Beočin, Sremska Kamenica, Sremski Karlovci och Irig. 

## Namn
Fruška härstammar från etnonymen franker (äldre serbiska Fruzi). Gora betyder berg. På medeltiden var berget känt som Alma mons, vilket är dess latinska namn.

## Storlek

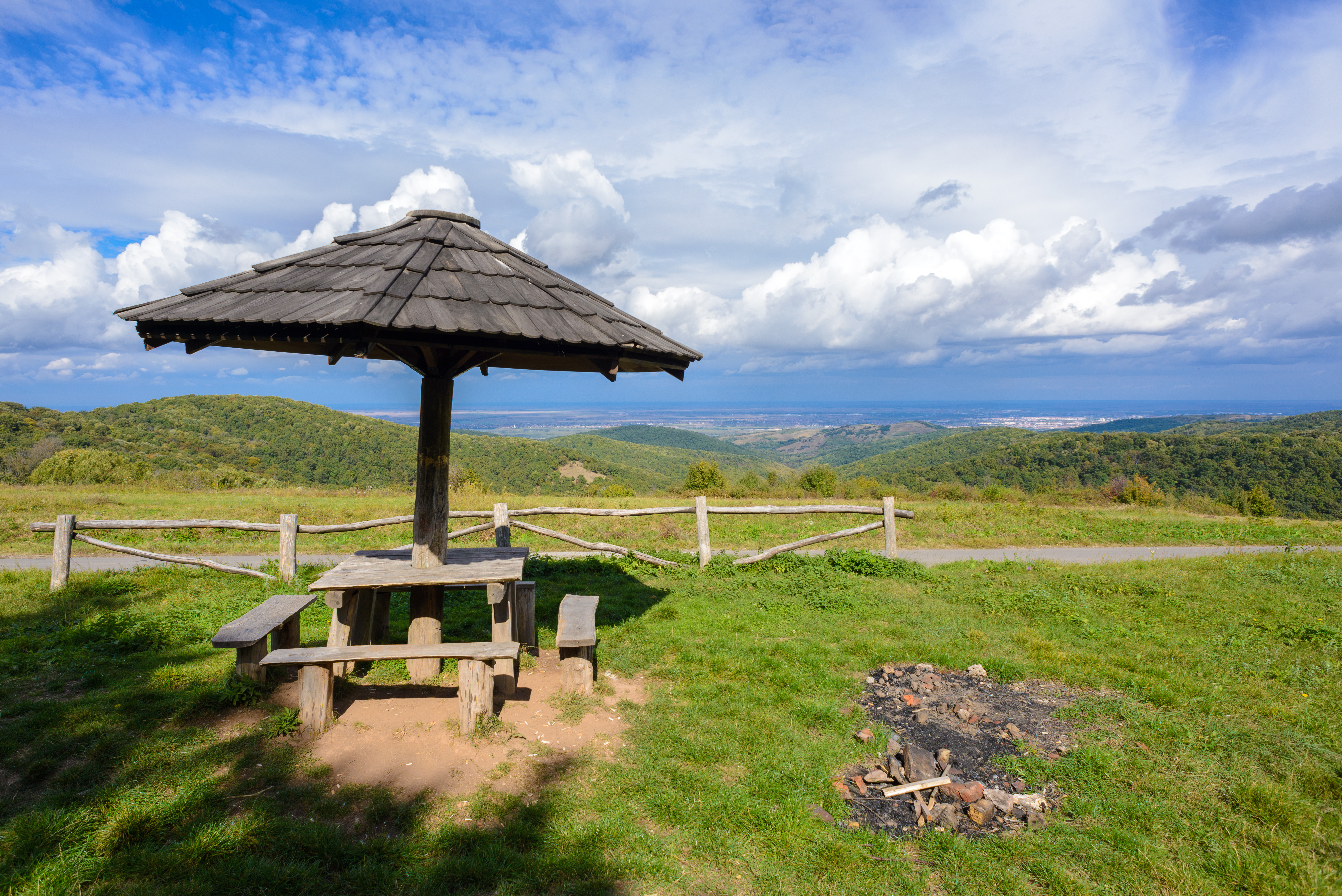

Bergets längd är 75 km, bredden varierar mellan 13 och 15 km och nationalparken har en area på 255,25 km². Högsta toppen, Crveni Čot, har en höjd på 539 m över havet. 

## Historia
Berget är känt för sina vinodlingar. Här odlas bland andra savagnin och riesling.

## Kloster
I området ligger även 18 serbisk-ortodoxa kloster från 1300-talet och framåt. Serbisk-ortodoxa kyrkan har krävt att få tillbaka 10 000 kloster i området som togs ifrån kyrkan under kommunisttiden.
Eftersom det finns så många kloster på Fruška Gora, brukar det jämföras med berget Athos i Grekland och kallas för ''Serbiens heliga berg''.

### Lista över Fruška Goras kloster
- Beočin
- Berkasovo
- Bešenovoklostret
- Velika Remeta
- Vrdnik-Ravanica
- Grgeteg
- Divša
- Jazak
- Krušedol
- Kuveždin
- Mala Remeta
- Novo Hopovo
- Privina Glava klostret
- Petkovicaklostret
- Rakovac
- Staro Hopovoklostret
- Šišatovac
- Vranjaš

### Bilder

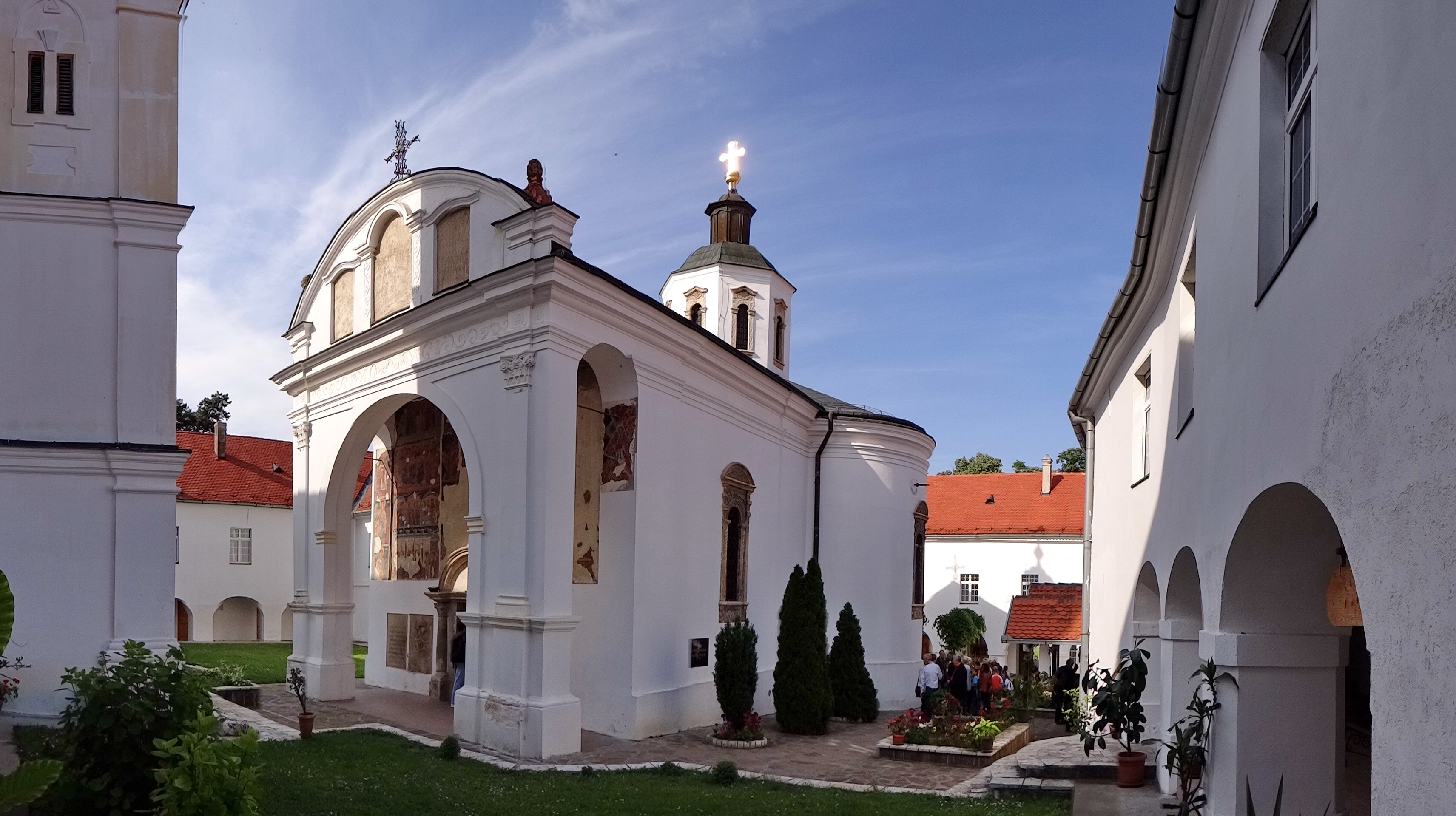
Krušedol.
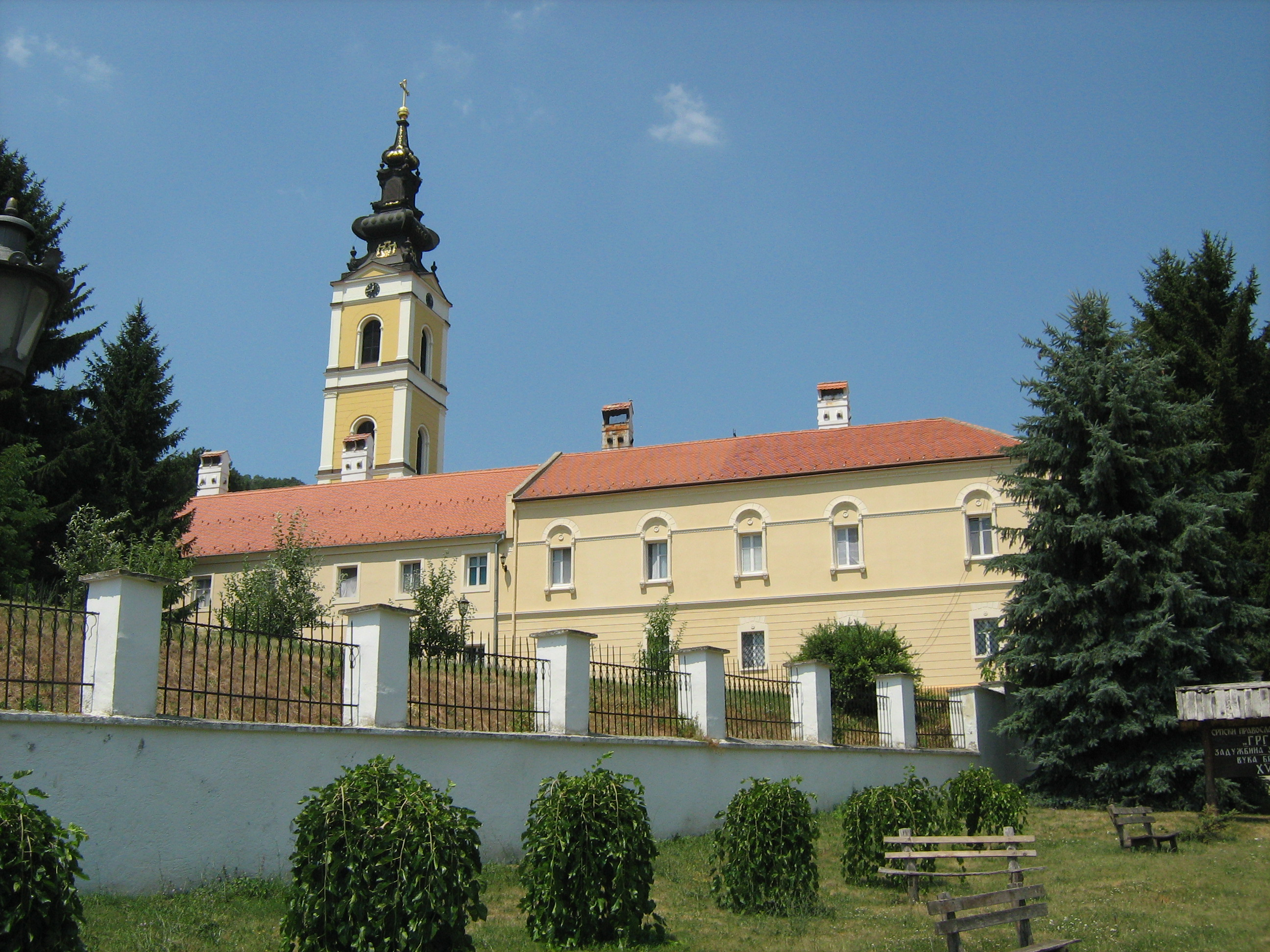
Grgeteg.
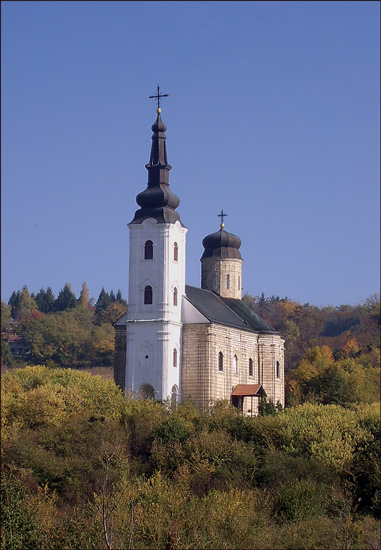
Sisatovac.
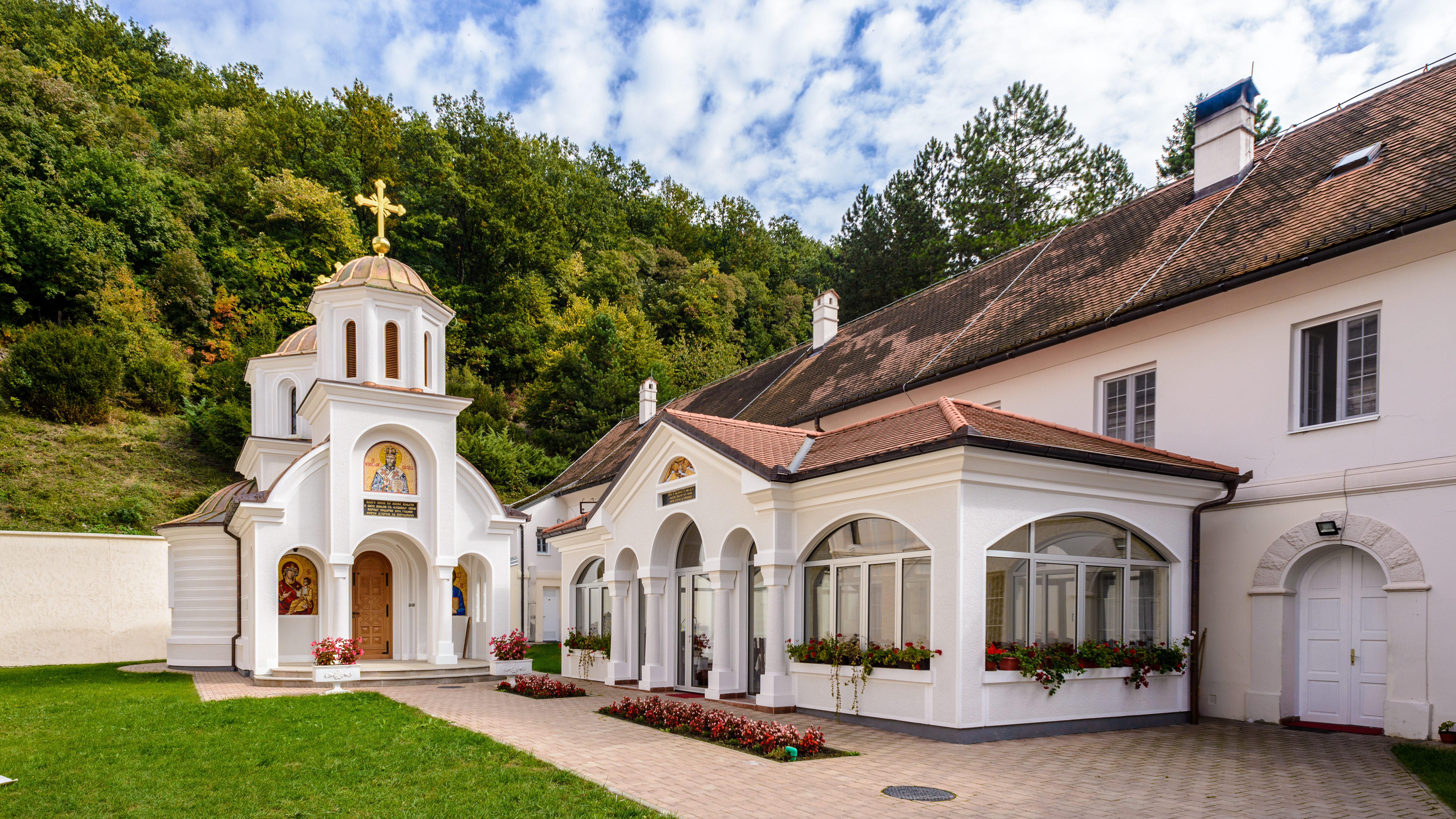
Beočin.
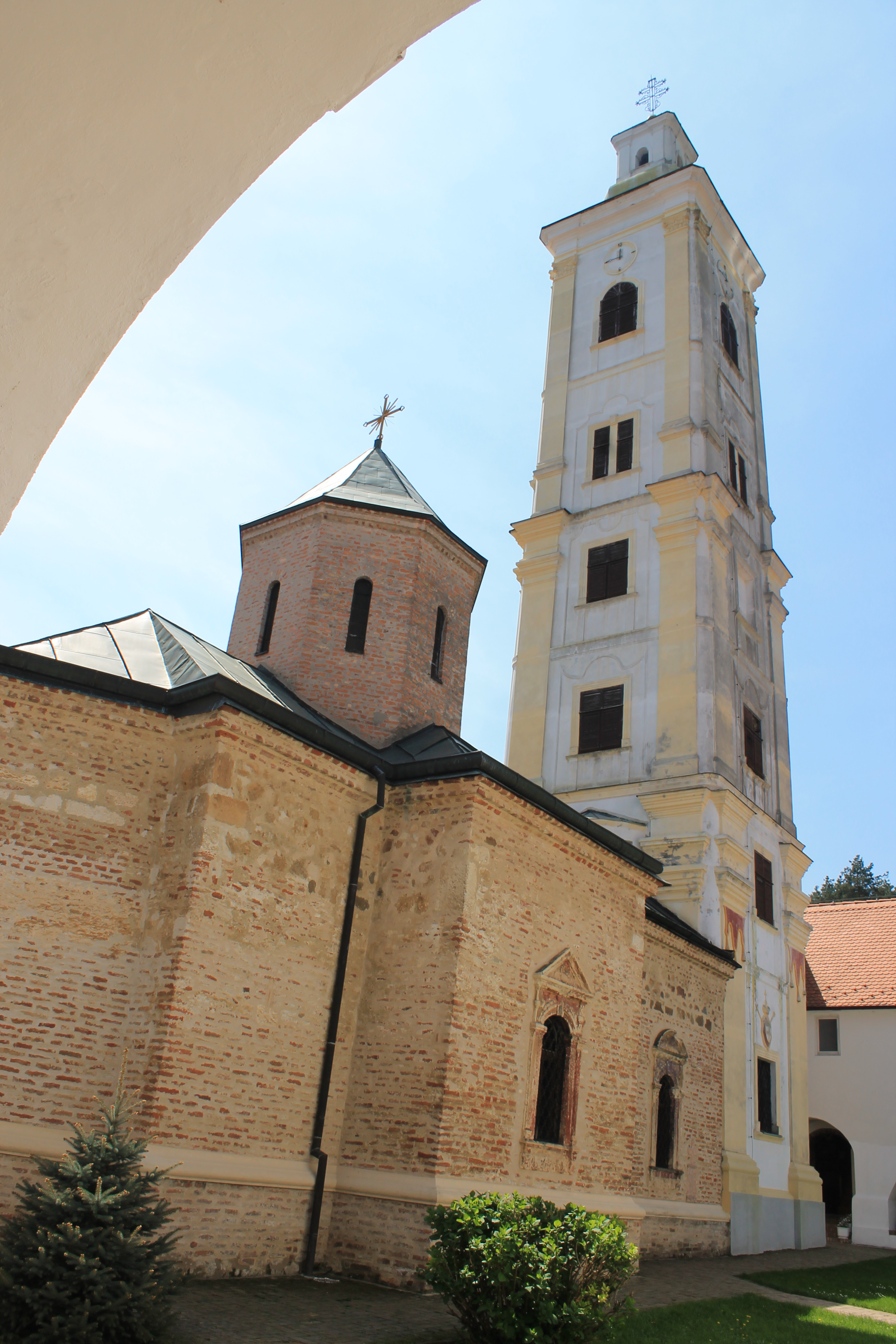
Velika Remeta.